# Municipio de Mooreton
El municipio de Mooreton (en inglés: Mooreton Township) es un municipio ubicado en el condado de Richland en el estado estadounidense de Dakota del Norte. En el año 2010 tenía una población de 117 habitantes y una densidad poblacional de 1,28 personas por km².

## Geografía
El municipio de Mooreton se encuentra ubicado en las coordenadas 46°14′27″N 96°49′24″O / 46.24083, -96.82333. Según la Oficina del Censo de los Estados Unidos, el municipio tiene una superficie total de 91.15 km², de la cual 91 km² corresponden a tierra firme y (0,16 %) 0,15 km² es agua.

## Demografía
Según el censo de 2010, había 117 personas residiendo en el municipio de Mooreton. La densidad de población era de 1,28 hab./km². De los 117 habitantes, el municipio de Mooreton estaba compuesto por el 94,87 % blancos, el 5,13 % eran asiáticos. Del total de la población el 0 % eran hispanos o latinos de cualquier raza.